# Ögmundur Kristinsson
Ögmundur Kristinsson (Reiquiavique, 19 de junho de 1989)  é um futebolista islandês, que atua como guarda-redes. 

Está na seleção islandesa desde 2014.
 Ele fez parte do elenco da Seleção Islandesa de Futebol da Eurocopa de 2016.

## Títulos
- Copa da Islândia de Futebol – 2013